# Општина Романи (Њамц)
Романи (рум. Români) општина је у Румунији у округу Њамц.
Oпштина се налази на надморској висини од 266 m.